# Natascha Wodin
Natascha Wodin (en ucraniano: Наталія Миколаївна Вдовіна, en ruso: Наталья Николаевна Вдовина; Fürth, 8 de diciembre de 1945) es una escritora y traductora alemana de origen ucraniano. Su mayor éxito lo logró con la obra autoficcional Mi madre era de Mariúpol, con el cual recibió el Premio de la Feria del Libro de Leipzig en el año 2017.

## Vida
Natascha Wodin es hija de trabajadores forzados soviéticos, quienes por miedo a la persecución estalinista en Rusia permanecieron en Alemania luego de la finalización de la Segunda Guerra Mundial. Durante esos años, la familia pasó cinco años en una precaria vivienda ilegal y dos en un campo de personas desplazadas antes de establecerse en un asentamiento tipo gueto en las afueras de Forchheim (al norte de Baviera). Durante esos años, su madre le prohibía salir a jugar al patio, consciente de que pertenecían a un subgrupo infrahumano de la sociedad, y de las humillaciones que le hacían los vecinos alemanes.
Cuando Wodin tenía once años, su madre se quitó la vida. Su padre, quien era cantante en un coro cosaco y estaba de gira todo el año, la llevó a ella y a su hermana menor a un hogar católico para niñas. Cinco años más tarde, cuando su padre encontró trabajo localmente y volvieron a vivir con él, Wodin huyó de su casa debido a la violencia de su padre.
Trabajó como telefonista y taquígrafa, se formó como intérprete y fue una de las primeras en viajar a la Unión Soviética para empresas y instituciones culturales de Alemania Occidental después de la conclusión de los acuerdos orientales en la década de 1970. En la década de 1980 vivió temporalmente en Moscú, donde conoció a numerosos escritores de renombre, comenzó a traducir literatura del ruso (incluidos Venedikt Yeroféyev, Yevgenia Ginzburg, Andrei Bitov y Pavel Sanayev) y ha sido escritora independiente desde 1980. Antes de la publicación de su primer libro, la editorial insistió en que Wodin germanizara su nombre real, Wdowin, para facilitar la pronunciación. Desde 1994 vive en Berlín y Mecklenburg.
Tuvo un primer matrimonio con un miembro del recién fundado Partido Nacionaldemócrata de Alemania, o NPD, cuyo padre había sido líder del distrito en la Alemania nazi. Ella a dicho que no tuvo conciencia en ese momento de la orientación política de este partido, dado que en su hogar y su escuela la educaron en la creencia de que la guerra no comenzó en suelo alemán, sino en suelo ruso, por iniciativa de Stalin; y que no fue hasta que tuvo más de 20 años, a través del contacto con los movimientos sociales de 1968, que su perspectiva histórica y mundial cambió radicalmente. Wodin contrajo su segundo matrimonio en 1994 con el escritor Wolfgang Hilbig. Durante los ocho años que vivieron juntos, ella lo siguió en su hábito de escribir solo por la noche, una costumbre que ha mantenido hasta el presente.

## Creación
Wodin recién comenzó a escribir de forma profesional luego de que cumpliera 40 años. Entre sus influencias se encuentra su trabajo como traductora, su educación literaria y musical recibida de su madre en la infancia. Un punto de inflexión fue cuando su diario intimo, que había llevado como adolescente sin hogar y llenado con historias inventadas sobre el amor y la muerte, cayó en manos de su primer esposo y luego en manos de su abogado de divorcios, quien le sugirió que debería considerar convertirse en escritora. Sin embargo, no lo hizo hasta más de una década después, cuando la Fundación Literaria Alemana la apoyó con una beca.
El trasfondo autobiográfico de su obra literaria fue evidente desde el principio. Así, sus experiencias matrimoniales son el foco central de varios libros; mientras que en otros describe el perturbador proceso de envejecimiento de una mujer, que ella misma declara le afecta profundamente. Su madre es el personaje principal en Mi madre era de Mariúpol, publicado en el año 2017; mientras que su padre en En algún lugar de esta oscuridad del año 2018.
Según Wodin, su proceso de escritura ocurre en la intersección entre la autobiografía y la novela, ya que su vida es la "materia prima" de los libros. Sin embargo, se permite una dinámica propia para cada texto durante su creación, lo que hace que a menudo no puede distinguir posteriormente lo que realmente vivió y lo que solo imaginó. Además, utiliza una herramienta inusual: mientras escribe, la televisión está encendida en segundo plano. Sin embargo, como no la percibe conscientemente, no la distrae, sino que le ayuda a "mantenerse en el mundo" y no "hundirse". Wodin señala que sus libros deben ser percibidos como ficción, lo cual indica únicamente mediante los nombres que difieren de sus modelos reales.

## Premios
Ha ganado numerosos premios, entre ellos el Premio Adelbert von Chamisso en 1998, el Premio Hermanos Grimm de la ciudad de Hanau en 1989 y 2009, el Premio Alfred Döblin en 2015 y el Premio de la Feria del Libro de Leipzig en el año 2017.